# Ardal O'Hanlon
Ardal O'Hanlon (/oʊˈhænlən/; nascido em 8 de outubro de 1965) é um comediante, ator e autor irlandês. Ele interpretou o padre Dougal McGuire em Father Ted (1995-1998), George Sunday/Thermoman em My Hero (2000-2006) e o inspetor Jack Mooney em Death in Paradise (2017-2020). Seu romance The Talk of the Town foi publicado em 1998.

## Início da vida
O'Hanlon nasceu em Carrickmacross, Condado de Monaghan, filho do Teachta Dála do Fianna Fáil e médico Rory O'Hanlon e Teresa (nascida Ward). Ele é o terceiro de seis filhos e tem três irmãos e duas irmãs.
O'Hanlon estudou no Blackrock College, em Dublin, e se formou em 1987 no National Institute for Higher Education, Dublin (atual Dublin City University), com um diploma em comunicação social.

## Carreira
Junto com Kevin Gildea e Barry Murphy, O'Hanlon fundou o International Comedy Cellar, no andar de cima do International Bar, na South Wicklow Street, em Dublin. Na época, Dublin não tinha um cenário de comédia. Como stand up, O'Hanlon venceu o concurso Hackney Empire New Act of the Year em 1994. Durante algum tempo, ele foi o apresentador do The Stand Up Show.
Ele foi descoberto por Graham Linehan, que o escalou para interpretar o Padre Dougal McGuire em Father Ted (1995-98). Durante as filmagens, O'Hanlon foi comprar sapatos. Ainda fantasiado, o vendedor pensou que ele era um padre de verdade e ofereceu os calçados de graça. Em 1995, ele recebeu o prêmio Top TV Comedy Newcomer no British Comedy Awards por esse papel. Em 1995, ele apareceu (como Father Dougal) em um anúncio do Channel 4 ("Hello, you're watching ... television") e durante o Comic Relief na BBC One. A isso se seguiu o premiado curta-metragem de comédia Flying Saucer Rock'n'Roll. Em uma entrevista em 2019, O'Hanlon admitiu que havia tentado se distanciar de Father Ted após o término do programa.
O'Hanlon passou a atuar ao lado de Emma Fielding e Beth Goddard no drama cômico Big Bad World, da ITV, que foi ao ar por duas temporadas, no verão de 1999 e no inverno de 2001. Ele também teve um papel secundário em The Butcher Boy, como o pai de Joe (o melhor amigo de Francie), e apareceu em um episódio da série original Whose Line is it Anyway?.
Em 2000, O'Hanlon estrelou a série de comédia My Hero, na qual interpretou um super-herói do planeta Ultron. Seu personagem dividia suas tarefas entre o heroísmo para salvar o mundo e a vida no subúrbio. Ele permaneceu no papel até o primeiro episódio da sexta temporada, em julho de 2006, quando foi substituído por James Dreyfus no mesmo episódio.
O'Hanlon também fez a voz do personagem principal nos três especiais de Natal do desenho animado Robbie the Reindeer. Participou da série de comédia Blessed, da BBC One, de 2005, escrita por Ben Elton; no British Comedy Awards de 2005, foi publicamente criticado por Jonathan Ross, embora em tom de brincadeira. No final de 2005, interpretou um personagem escocês, Coconut Tam, no filme The Adventures of Greyfriars Bobby. Ele também apareceu no rádio, incluindo uma participação no programa Quote... Unquote na BBC Radio 4 em 18 de julho de 2011. Apropriadamente, uma de suas perguntas dizia respeito a uma citação de Father Ted. Em 2015, ele apareceu como o anjo Smallbone na comédia The Best Laid Plans, no mesmo canal.
Em 2006, O'Hanlon escreveu e apresentou uma série de televisão da RTÉ chamada Leagues Apart, na qual ele investigou as maiores rivalidades de futebol em vários países europeus. Incluía Roma x Lazio, na Itália, Barcelona x Real Madrid, na Espanha, e Galatasaray x Fenerbahce, na Turquia. Depois disso, ele apresentou outro programa da RTÉ, So You Want To Be Taoiseach? em 2007. Era uma série política na qual O'Hanlon dava conselhos sobre como se tornar o Taoiseach da Irlanda.
Ele apareceu no episódio "Gridlock" de Doctor Who, transmitido em 14 de abril de 2007, no qual interpretou uma criatura felina chamada Thomas Kincade Brannigan. O'Hanlon aparece na terceira temporada do programa de TV Skins, interpretando o professor de política de Naomi Campbell (Lily Loveless) chamado Kieran, que tentou beijá-la. Em seguida, ele começou a se relacionar com a mãe de Naomi (Olivia Colman). O'Hanlon interpreta o papel principal no programa de televisão de comédia irlandês Val Falvey, TD na RTÉ One. Em 2012, ele se apresentou no Festival Fringe de Edimburgo.
Em fevereiro de 2011, O'Hanlon voltou ao Gate Theatre, em Dublin, estrelando a estreia irlandesa da tradução de Christopher Hampton de Le Dieu du Carnage, de Yasmina Reza, ao lado de Maura Tierney. Mais tarde naquele ano, ele participou do programa de comédia Argumental.
O'Hanlon escreveu um romance, The Talk of the Town (conhecido nos Estados Unidos como Knick Knack Paddy Whack), que foi publicado em 1998. O romance é sobre um adolescente, Patrick Scully, e seus amigos.
Em fevereiro de 2015, ele lançou oficialmente o Sky Cat Laughs Comedy Festival 2015, que ocorreu em Kilkenny de 28 de maio a 1 de junho. Em 2015, ele interpretou o papel de Peter the Milkman na série de comédia After Hours da Sky One.
Em 2 de fevereiro de 2017, foi anunciado que ele desempenharia o papel principal no drama policial da BBC Death in Paradise, assumindo o papel de Jack Mooney após a saída de Kris Marshall no mesmo dia. Ele anunciou sua intenção de deixar a série no início de 2020 e foi substituído por Ralf Little.
Em 25 de novembro de 2021, foi anunciado que ele participaria da décima terceira temporada de Taskmaster. Ele terminou em 4º lugar, à frente de Judi Love.
Em janeiro de 2024, ele apresentou seu primeiro programa em irlandês, Inis na nIontas, no TG4, explorando as ilhas ao redor da costa da Irlanda.

## Vida pessoal
O'Hanlon conheceu sua esposa Melanie quando era adolescente. Eles têm três filhos e ele é torcedor do Leeds United.

## Filmografia
| Ano       | Título                             | Papel                   | Notas                               |
| --------- | ---------------------------------- | ----------------------- | ----------------------------------- |
| 1995–1998 | Father Ted                         | Padre Dougal McGuire    | Temporadas 1-3 (25 episódios)       |
| 1996      | Flying Saucer Rock'n'Roll          | Eddie Johnny            |                                     |
| 1997      | Whose Line Is It Anyway?           | Ele mesmo               |                                     |
| 1997      | The Butcher Boy                    | Mr Percell              |                                     |
| 1997      | Top of the Pops                    | Ele mesmo               | Apresentador convidado (1 episódio) |
| 1999      | Hooves of Fire                     | Robbie                  |                                     |
| 1999–2001 | Big Bad World                      | Eamon Donaghy           |                                     |
| 2000–2006 | My Hero                            | George Sunday/Thermoman | Temporadas 1-6 (44 episódios)       |
| 2002      | Legend of the Lost Tribe           | Robbie                  |                                     |
| 2004      | Jack Dee Live at the Apollo        | Ele mesmo               |                                     |
| 2005      | Blessed                            | Gary Chandler           |                                     |
| 2005–2006 | The Adventures of Greyfriars Bobby | Coconut Tam             |                                     |
| 2007      | Close Encounters of the Herd Kind  | Robbie                  |                                     |
| 2007      | Doctor Who                         | Thomas Brannigan        | Episódio: "Gridlock"                |
| 2008      | Who Do You Think You Are?          | Ele mesmo               |                                     |
| 2008      | Tales of the Riverbank             | Hammy                   |                                     |
| 2009      | Wide Open Spaces                   | Myles                   |                                     |
| 2009      | Val Falvey, TD                     | Val Falvey              |                                     |
| 2009      | Skins                              | Kieran                  |                                     |
| 2010      | Michael McIntyre's Comedy Roadshow | Ele mesmo               |                                     |
| 2013      | London Irish                       | Chris "Da" Lynch        |                                     |
| 2014–2018 | Lily's Driftwood Bay               | Bull Dozer              |                                     |
| 2015      | Cucumber                           | Brian                   |                                     |
| 2015      | After Hours                        | Peter Hannigan          |                                     |
| 2015      | Nelly and Nora                     | Pai                     | Voz                                 |
| 2016      | Around Ireland                     | Ele mesmo               |                                     |
| 2016      | Handsome Devil                     | Dan Roche               |                                     |
| 2017–2020 | Death in Paradise                  | Jack Mooney             | Temporadas 6-9 (24 episódios)       |
| 2019–2022 | Derry Girls                        | Eamonn                  | 2 episódios                         |
| 2021      | The Deirdre O'Kane Show            | Ele mesmo               | 1 episódios                         |
| 2021      | Would I Lie To You?                | Ele mesmo               | Participante, Especial de Natal     |
| 2022      | Taskmaster                         | Ele mesmo               | Participante, temporada 13          |
| 2022      | Countdown                          | Ele mesmo               |                                     |
| 2023      | The Woman in the Wall              | Dara                    |                                     |
| 2023–2024 | Extraordinary                      | Martin                  | Voz                                 |
| 2024      | Inis na nIontas                    | Ele mesmo               |                                     |
| TBA       | Fran the Man                       | Jim                     | Em produção                         |

## Prêmios
| Ano  | Nome                                            |
| ---- | ----------------------------------------------- |
| 1994 | Hackney Empire New Act of the Year              |
| 1995 | Top TV Comedy Newcomer no British Comedy Awards |